# Lista najwyższych budynków w Saint Paul
St. Paul jest miastem w USA, jest stolicą stanu Minnesota. W mieście znajduje się 11 budynków przekraczających 100 metrów wysokości. Najwyższy budynek to Wells Fargo Place osiągający 144 metry wysokości. Większość budynków z następującej listy, tak samo zresztą jak i w większości miast w USA, zostało wybudowanych w latach osiemdziesiątych i siedemdziesiątych XX wieku.  

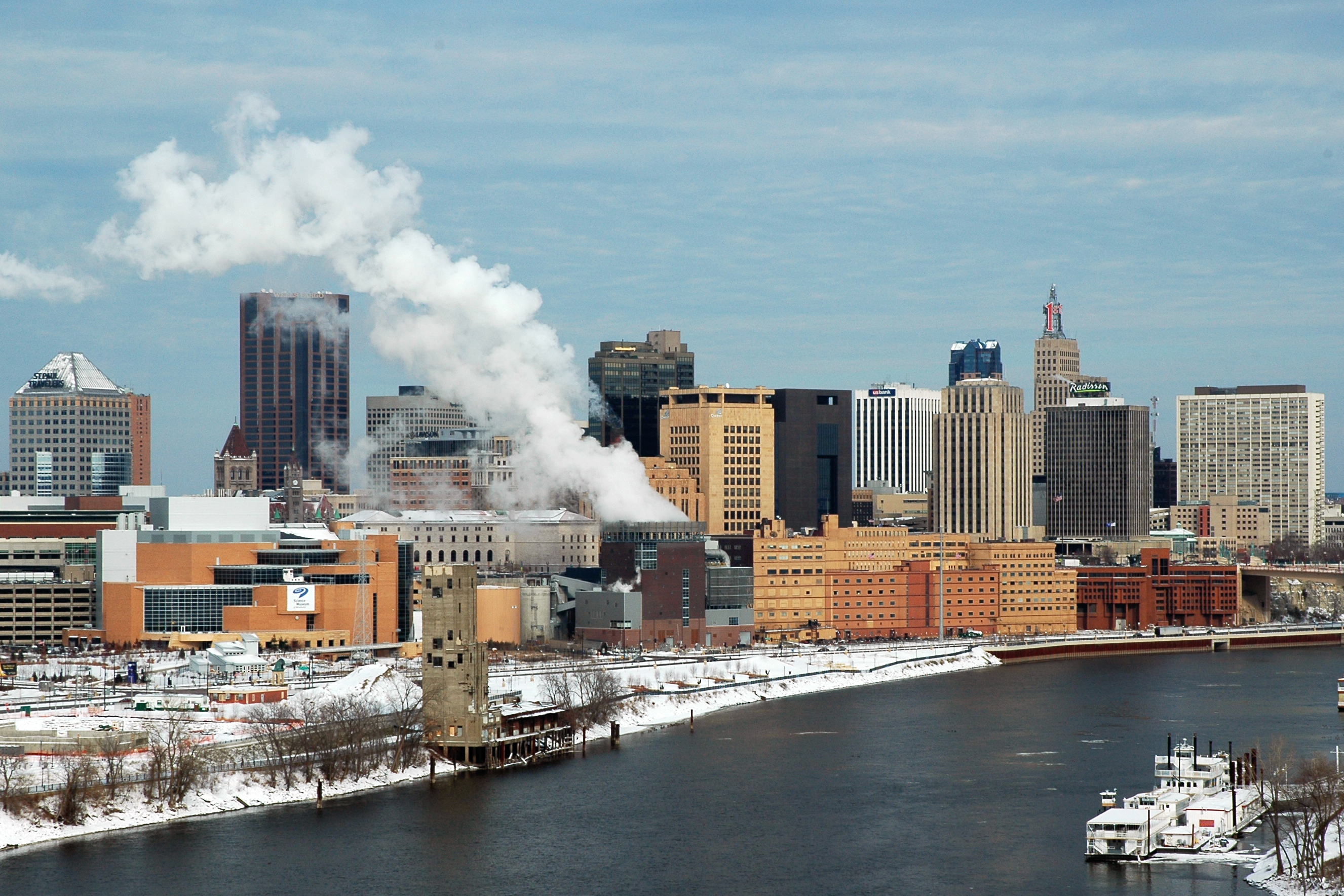
Centrum miasta

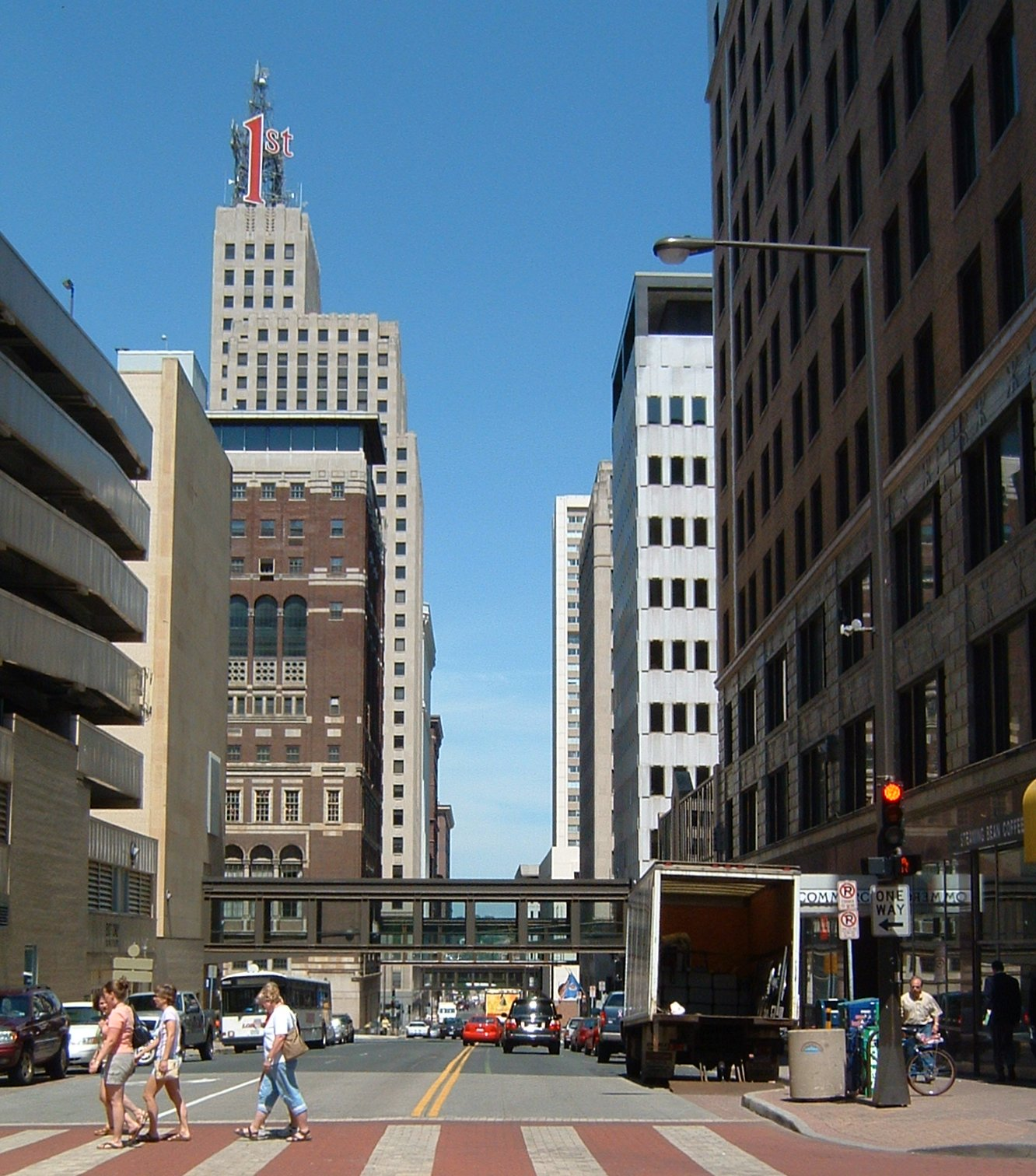
Ulica w centrum St. Paul

## 10 najwyższych budynków[1]
| Ranking | Budynek                             | Wysokość strukturalna | Liczba pięter | Rok budowy |
| ------- | ----------------------------------- | --------------------- | ------------- | ---------- |
| 1.      | Wells Fargo Place                   | 144 m                 | 37            | 1987       |
| 2.      | Cray Plaza                          | 135 m                 | 46            | 1986       |
| 3.      | First National Bank Building        | 127 m                 | 32            | 1930       |
| 4.      | Kellogg Square Apartments           | 112 m                 | 32            | 1972       |
| 5.      | The Pointe of St. Paul Condominiums | 104 m                 | 33            | 1988       |
| 6.      | US Bank Center                      | 103 m                 | 25            | 1975       |
| 7.      | St. Paul Travelers Building         | 101 m                 | 17            | 1991       |
| 8.      | Bremer Tower                        | 100 m                 | 27            | 1980       |
| 9.      | The 400 Building                    | 100 m                 | 21            | 1982       |
| 10.     | Landmark Towers                     | 100 m                 | 25            | 1983       |